# Roman Dolidze
Roman Dolidze (Batumi, 15 luglio 1988) è un artista marziale misto georgiano.
Combatte per la promotion statunitense Ultimate Fighting Championship (UFC) nella categoria dei pesi medi.

## Biografia
Dolidze nasce a Batumi, nella Repubblica Socialista Sovietica Georgiana (ora Georgia). Dopo aver giocato a calcio per otto anni, si trasferisce in Ucraina dove inizia a praticare il sambo, il jiu-jitsu brasiliano e il grappling. Diventa campione d'Europa e del mondo di grappling nella federazione della United World Wrestling e campione Asia & Oceania ADCC. Dopo varie sconfitte però, decide di passare alle arti marziali miste.

## Carriera nelle arti marziali miste

### Gli inizi
Dolidze fa il suo debutto nelle MMA nel 2016 e dopo aver accumulato un record di 4 vittorie e 0 sconfitte, affronta il brasiliano Eder de Souza per il titolo vacante dei pesi mediomassimi WWFC e lo sconfigge per knockout al secondo round.

### Ultimate Fighting Championship (UFC)
Firma per la promotion statunitense della UFC nel 2019 ma viene sospeso per un anno prima ancora di poter debuttare dopo essere risultato positivo al clomifene e al clorodeidrometiltestosterone (CDMT).
Fa il suo debutto nella UFC sconfiggendo il russo Khadis Ibragimov per knockout tecnico al primo round.

## Risultati nelle arti marziali miste
| Risultato | Record | Avversario           | Metodo                           | Evento                                      | Data             | Round | Tempo | Città                          | Note                                                               |
| --------- | ------ | -------------------- | -------------------------------- | ------------------------------------------- | ---------------- | ----- | ----- | ------------------------------ | ------------------------------------------------------------------ |
| Vittoria  | 15-3   | Marvin Vettori       | Decisione (unanime)              | UFC Fight Night: Vettori vs. Dolidze 2      | 15 marzo 2025    | 5     | 5:00  | Las Vegas, Stati Uniti         |                                                                    |
| Vittoria  | 14-3   | Kevin Holland        | KO tecnico (stop)                | UFC 307                                     | 5 ottobre 2024   | 1     | 5:00  | Salt Lake City , Stati Uniti   |                                                                    |
| Vittoria  | 13-3   | Anthony Smith        | Decisione (unanime)              | UFC 303                                     | 29 giugno 2024   | 3     | 5:00  | Las Vegas, Stati Uniti         | Ritorno nei pesi mediomassimi                                      |
| Sconfitta | 12-3   | Nassourdine Imavov   | Decisione (maggioranza)          | UFC Fight Night: Dolidze vs Imavov          | 3 febbraio 2024  | 5     | 5:00  | Las Vegas, Stati Uniti         | Ad Imavov sono stati tolti dei punti a causa di un calcio illegale |
| Sconfitta | 12-2   | Marvin Vettori       | Decisione (unanime)              | UFC 286                                     | 18 marzo 2023    | 3     | 5:00  | Londra, Regno Unito            |                                                                    |
| Vittoria  | 12-1   | Jack Hermansson      | KO tecnico (pugni)               | UFC on ESPN: Thompson vs. Holland           | 3 dicembre 2022  | 2     | 4:06  | Orlando, Stati Uniti           | Performance of the Night                                           |
| Vittoria  | 11-1   | Phil Hawes           | KO (pugni)                       | UFC Fight Night: Kattar vs. Allen           | 29 ottobre 2022  | 1     | 4:09  | Las Vegas, Stati Uniti         | Performance of the Night                                           |
| Vittoria  | 10-1   | Kyle Daukaus         | KO (ginocchiata e pugni)         | UFC on ESPN: Kattar vs. Emmett              | 18 giugno 2022   | 1     | 1:13  | Austin, Stati Uniti            | Performance of the Night                                           |
| Vittoria  | 9-1    | Laureano Staropoli   | Decisione (unanime)              | UFC Fight Night: Rozenstruik vs. Sakai      | 5 giugno 2021    | 3     | 5:00  | Las Vegas, Stati Uniti         |                                                                    |
| Sconfitta | 8-1    | Trevin Giles         | Decisione (unanime)              | UFC on ESPN: Brunson vs. Holland            | 20 marzo 2021    | 3     | 5:00  | Las Vegas, Stati Uniti         | Debutto nei pesi medi                                              |
| Vittoria  | 8-0    | John Allan           | Decisione (maggioranza)          | UFC on ESPN: Hermansson vs. Vettori         | 5 dicembre 2020  | 3     | 5:00  | Las Vegas, Stati Uniti         |                                                                    |
| Vittoria  | 7-0    | Khadis Ibragimov     | KO tecnico (ginocchiata e pugni) | UFC Fight Night: Figueiredo vs. Benavidez 2 | 19 luglio 2020   | 1     | 4:15  | Abu Dhabi, Emirati Arabi Uniti | Debutto in UFC                                                     |
| Vittoria  | 6-0    | Michał Pasternak     | KO (pugni)                       | World Warriors FC 13                        | 18 dicembre 2018 | 3     | 3:00  | Kiev, Ucraina                  | Difende il titolo dei pesi mediomassimi WWFC                       |
| Vittoria  | 5-0    | Eder de Souza        | KO (pugni)                       | World Warriors FC 11                        | 16 giugno 2018   | 2     | 3:36  | Kiev, Ucraina                  | Vince il titolo dei pesi mediomassimi WWFC                         |
| Vittoria  | 4-0    | Amirali Zhoroev      | KO tecnico (pugni)               | World Warriors FC 9                         | 14 dicembre 2017 | 1     | 3:34  | Kiev, Ucraina                  |                                                                    |
| Vittoria  | 3-0    | Jumabek Ayjigit Uulu | Sottomissione (rear-naked choke) | World Warriors FC 7                         | 14 giugno 2017   | 1     | 1:21  | Kiev, Ucraina                  |                                                                    |
| Vittoria  | 2-0    | Rémi Delcampe        | Sottomissione (heel hook)        | World Warriors FC 6                         | 29 marzo 2017    | 1     | 0:56  | Kiev, Ucraina                  | Debutto nei pesi mediomassimi                                      |
| Vittoria  | 1-0    | Alexander Kobvel     | Sottomissione (heel hook)        | Real Fight Promotion 53                     | 9 dicembre 2016  | 1     | 0:42  | Odessa, Ucraina                | Debutto nei pesi massimi                                           |